# 亞卡塞-阿托布魯省
6°11′N 3°39′W / 6.183°N 3.650°W

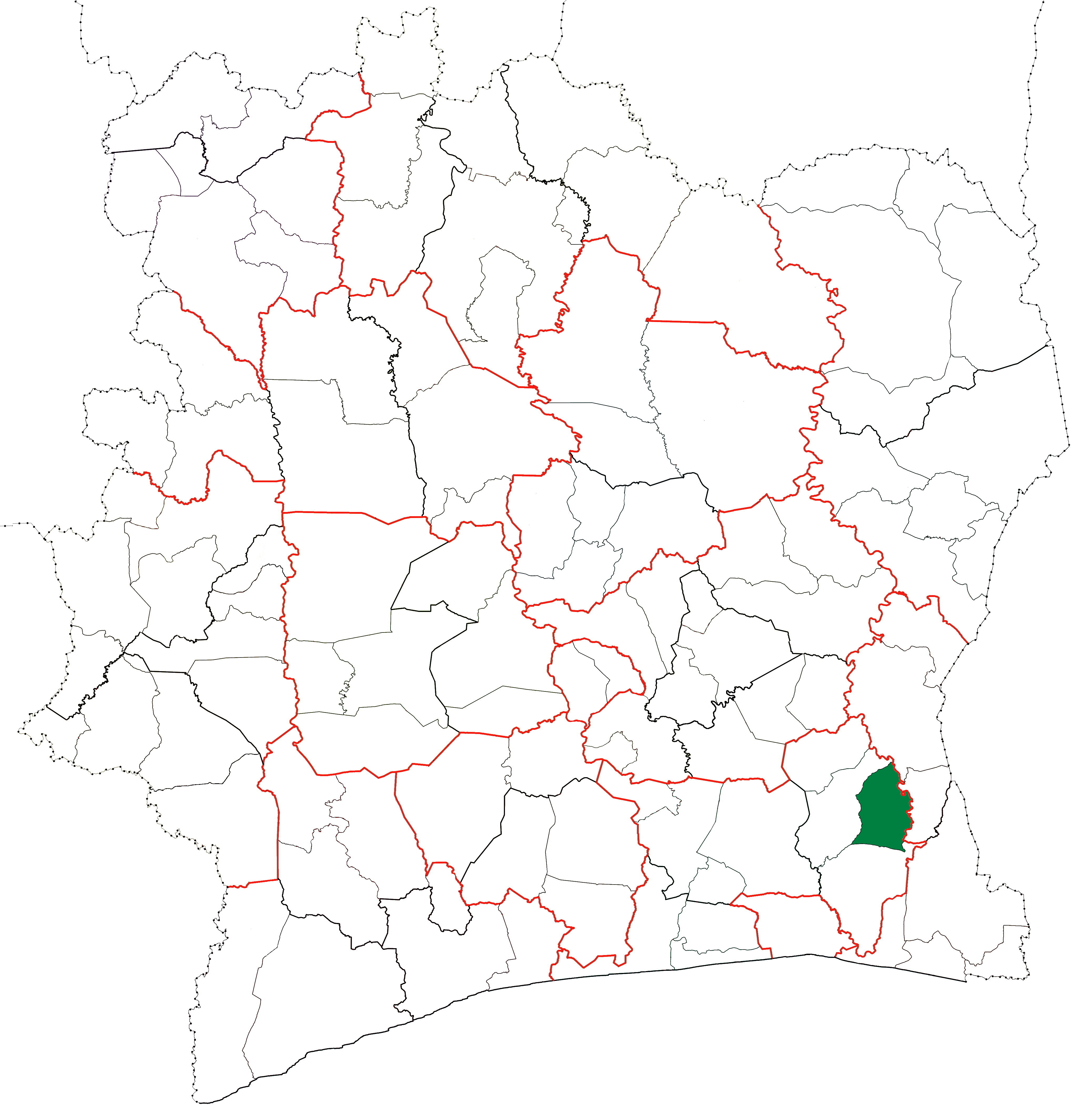

亞卡塞-阿托布魯省（Yakassé-Attobrou Department），是科特迪瓦的省份，位於該國南部潟湖區，由拉梅大區負責管轄，成立於2008年，面積1,174平方公里，2014年人口76,277，人口密度每平方公里65人。